# Alex Cazumba
Alex dos Santos Cazumba, noto semplicemente come Alex Cazumba o Alequito (Amélia Rodrigues, 30 giugno 1988), è un calciatore brasiliano, difensore del Bahia de Feira.

## Carriera
Alex Cazumba ha giocato nelle giovanili del San Paolo prima di essere promosso in prima squadra nel 2007. È stato ceduto in prestito a diverse squadre del campionato brasiliano nei due anni dopo, tra le quali lo Juventude e il Figueirense.
Nel 2010 viene mandato in prestito al Los Angeles Galaxy insieme ad altri due giocatori del San Paolo, Leonardo e Juninho. Ha debuttato per il team il 27 marzo 2010, nella partita di apertura della stagione 2010 della MLS contro i New England Revolution.
Il suo primo gol nella MLS lo ha fatto in una partita persa contro lo Houston Dynamo per 4-1.

## Palmarès
- MLS Supporters' Shield: 1

Los Angeles Galaxy: 2010